# Ampelmännchen

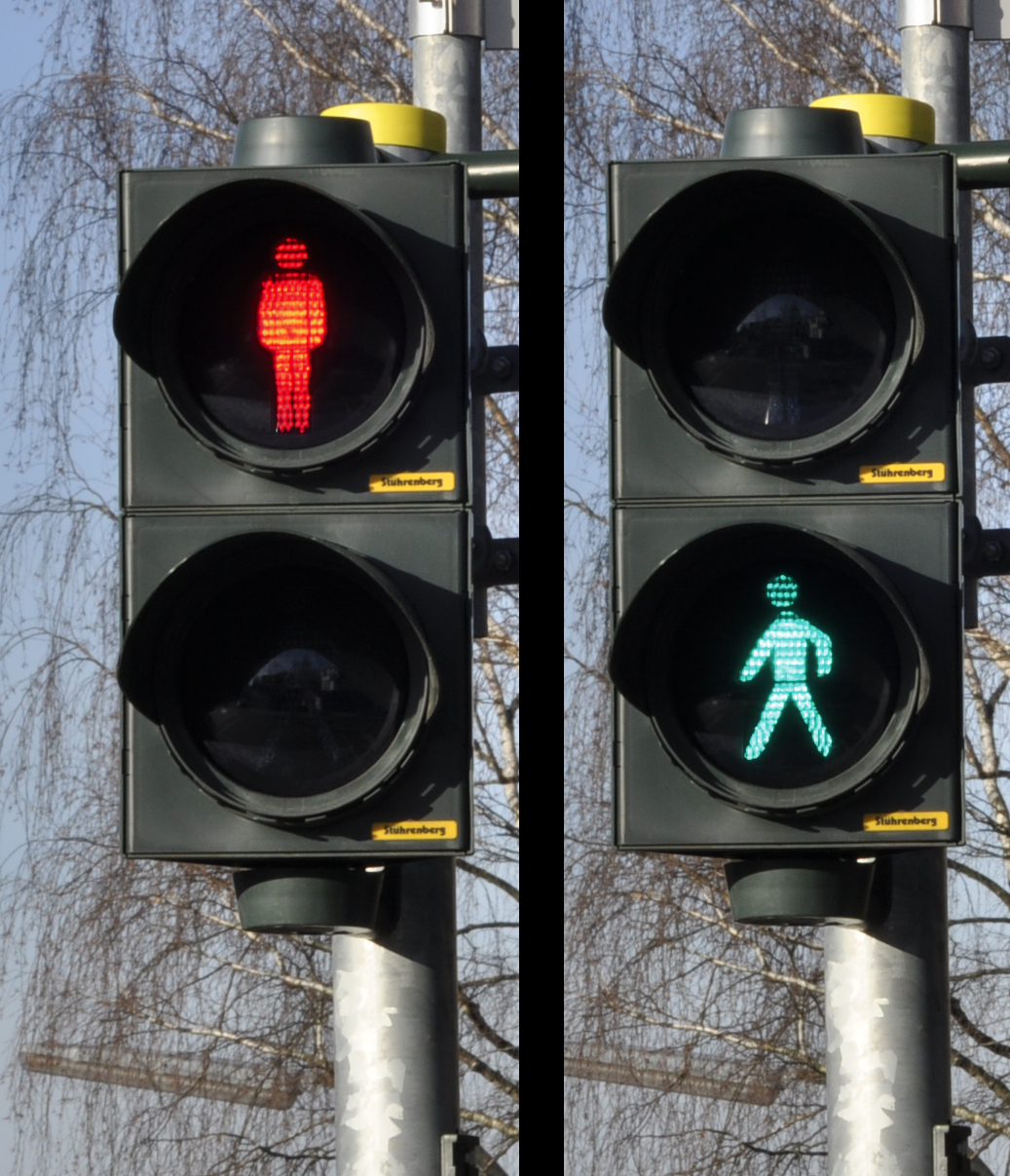
Ampelmännchen i Göttingen.

Ampelmännchen (översatt till svenska ungefär "småtrafikljusmän", singularis: Ampelmann) är den tyskspråkiga benämningen på figurerna i trafiksignaler för gångtrafikanter. Figurvarianten i det tidigare Östtyskland (DDR), efter Tysklands återförening specifikt kallad Ost-Ampelmännchen, har blivit en kultfigur.

## Ost-Ampelmännchen
Den östtyska Ampelmännchen skapades 1961 av Karl Peglau och var tänkt som ett säkrare trafikljus för gångtrafikanter. Utformningen är skapad så att man även med nedsatt syn tydligt ska se om det är grön eller röd "gubbe". Figurens hatt var inspirerad av ett foto av Erich Honecker i halmhatt. Efter murens fall var det från början tänkt att alla Ampelmännchenljus i det tidigare Östtyskland skulle bytas ut mot de ljus som går efter den nuvarande (väst)tyska standarden. Men det blev protester mot att man ville ta bort den östtyska Ampelmännchen, som ansågs charmig, och "han" fick leva vidare förutom på Bundesstraßen (gator och vägar på riksnivå).
Kulten kring den östtyska Ampelmännchen har bidragit till ett stort utbud av olika Ampelmännchenprodukter som säljs som souvenirer och liknande. Nya Ampelmännchen-signaler med "östtyskt" utseende har installerats, även i före detta Västberlin. En lysdiodversion finns. För att upprätthålla jämställdheten introducerades 2004 i staden Zwickau en kvinnlig variant, Ampelfrau.

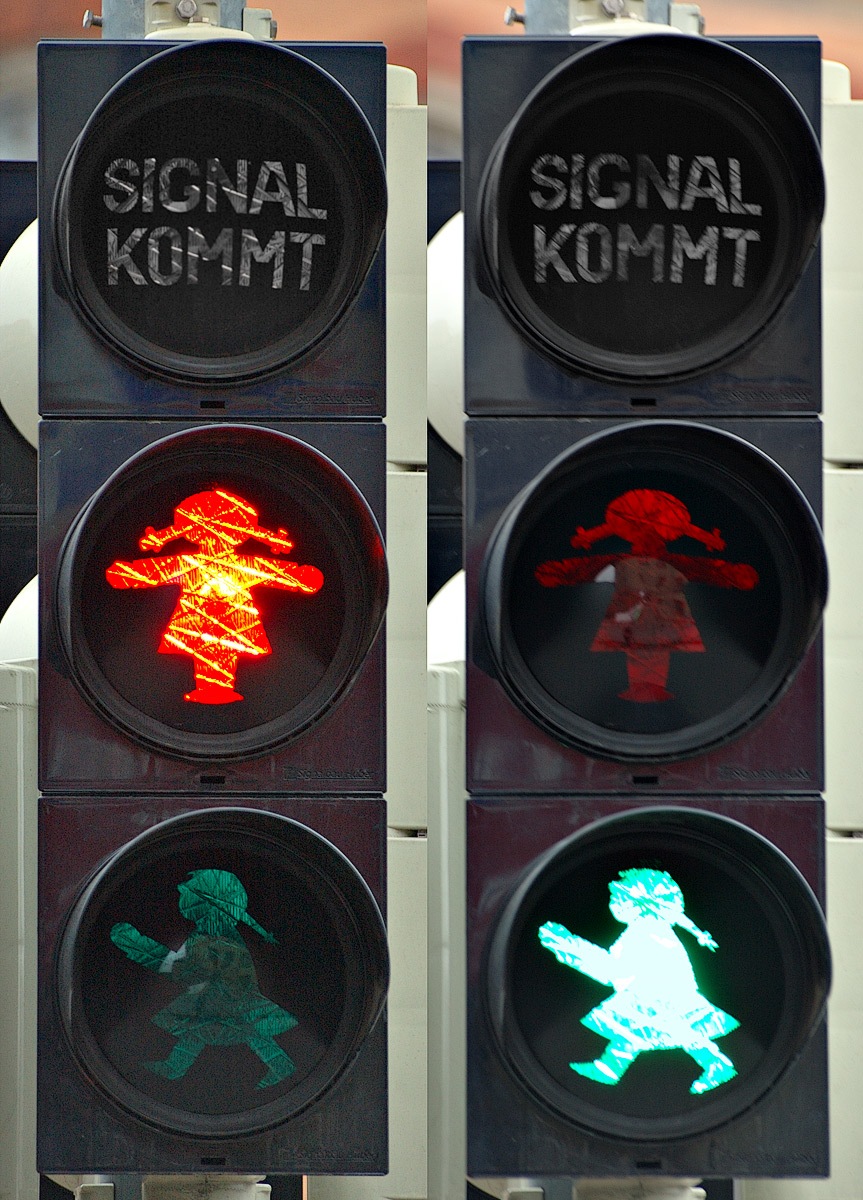
Ampelfrau i Zwickau, 2005